# 零下の敵
零下の敵（ゼロかのてき、原題：The Hook）は、1957年のヴァエ・カッチャの小説『L'Hameçon（鉤）』を原作とする1963年の映画作品。
監督はジョージ・シートン、出演はカーク・ダグラスなど。

## あらすじ
1953年の朝鮮戦争中、島を放棄しようと準備を進めていた米軍の元に敵機が襲来してくる。中尉が爆撃の犠牲になるが、やがて敵機は墜落し、パイロットはパラシュートで脱出する。ブリスコー軍曹、デニソン、ハケットの3人は、中立貨物船に捕虜となった北朝鮮兵のパイロットと共に乗り込んだが、司令は捕虜の早急な処刑を命じてきた。
優秀な軍人としての経歴を汚したくないブリスコーと、捕虜の命を救いたいデニソンの間で対立が起こる。

## キャスト
※括弧内は日本語吹替
- P・J・ブリスコー軍曹：カーク・ダグラス（宮部昭夫）
- ハケット：ニック・アダムス（納谷悟朗）
- デニソン：ロバート・ウォーカー・Jr（井上真樹夫）
- キム：エンリケ・マガロナ（田中亮一）
- ヴァン・リン船長：ネヘミヤ・パーソフ（雨森雅司）
- トロイ中尉：マーク・ミラー（広瀬正志）
- スヴェンソン：ジョン・アルダーソン（田中康郎）
- スチュワード：ジョン・ブライファー（松岡武司）
- チャン少佐：ラルフ・アン（藤城裕士）
- 無線相手の軍曹：ダラス・ミッチェル（玄田哲章）